# Бэйли, Эйон
Эйон Фрэнсис Гамильтон Бэйли (англ. Eion Francis Hamilton Bailey; род. 8 июня 1976, Санта-Моника, Калифорния) — американский продюсер и актёр, наиболее известный по роли Дэвида Кэньона Вебстера в телесериале «Братья по оружию». Кроме того Бэйли принимал участие в таких известных фильмах, как «Бойцовский клуб», «Охотники за разумом» и «Почти знаменит».

## Биография
Эйон Бэйли вырос в долине Санта-Инез в Калифорнии. Его отец владел маленькой авиакомпанией, которая перевозила людей по штату. Эйон всегда следовал за отцом во время его полётов, и отец давал ему уроки по полёту после высадки пассажиров. Первый урок он получил в возрасте 12-ти лет.
Когда Эйон не летал или не играл в бейсбол, он вместе с друзьями посещал Солванг, небольшой туристический городок неподалёку. Он через силу учился в школе, до тех пор пока не нашёл своё призвание в своей старшей школе на театральном факультете. Бэйли охотно выступал в каждой школьной постановке, официально продолжая учиться в Американской Академии Драматических Искусств в Нью-Йорке. Бэйли также прошёл краткий курс в Городском Колледже Санта-Барбары.

## Фильмография
| Год       |   | Русское название                      | Оригинальное название             | Роль                                  |
| --------- | - | ------------------------------------- | --------------------------------- | ------------------------------------- |
| 2022      | с | Извне                                 | From                              | Джим Мэттьюз                          |
| 2020      | ф | Доставить к Рождеству                 | Deliver by Christmas              | Джош                                  |
| 2017      | ф | Вымогательство                        | Extortion                         | Кевин Райли                           |
| 2014      | с | Сталкер                               | Stalker                           | Рэй                                   |
| 2013      | с | Закон и порядок: Специальный корпус   | Law & Order: Special Victims Unit | Фрэнк Паттерсон                       |
| 2012—2017 | с | Однажды в сказке                      | Once Upon a Time                  | «Странник» (Август Уэйн Бут)/Пиноккио |
| 2011      | ф | Грэйс                                 | Grace                             | Adam Knower                           |
| 2010—2011 | с | Тайные связи                          | Covert Affairs                    | Бен Мерсер                            |
| 2011      | с | Закон и порядок: Преступное намерение | Law & Order: Criminal Intent      | Адам Винтер                           |
| 2011      | с | Студия 30                             | 30 Rock                           | Андерс                                |
| 2010      | с | Dirty Little Secret                   | Dirty Little Secret               | Jack                                  |
| 2009      | ф | Анатомия надежды                      | Anatomy of Hope                   | Билл Морган                           |
| 2006      | ф | Свечи на Бей стрит                    | Candles on Bay Street             | Сэм                                   |
| 2005      | ф | Жизнь как секс                        | Sexual Life                       | Давид                                 |
| 2004—2005 | с | Скорая помощь                         | ER                                | Джейк Скэнлон                         |
| 2004      | ф | Охотники за разумом                   | Mindhunters                       | Бобби Уайтмэн                         |
| 2002      | ф | Жена мерзавца                         | The Scoundrel's Wife              | лейтенант Джек Беруэлл                |
| 2001      | с | Братья по оружию                      | Band of Brothers                  | Рядовой Дэвид Кеньон Вебстер          |
| 2000      | ф | Почти знаменит                        | Almost Famous                     | Джэн Вэннер                           |
| 2000      | ф | Авансцена                             | Center Stage                      | Джим                                  |
| 2000      | ф | Молодые и неизвестные                 | The Young Unknowns                | Джо                                   |
| 1999      | ф | Бойцовский клуб                       | Fight Club                        | Рикки                                 |
| 1998      | с | Бухта Доусона                         | Dawson's Creek                    | Билли Конрод                          |
| 1997      | ф | Место под солнцем                     | A Better Place                    | Райан                                 |
| 1997      | с | Баффи — истребительница вампиров      | Buffy the Vampire Slayer          | Кайл Дуфоерс                          |

## Награды и номинации
| Год  | Награда               | Категория                                                                      | Работа                               | Результат |
| ---- | --------------------- | ------------------------------------------------------------------------------ | ------------------------------------ | --------- |
| 2004 | Премия «Спутник»      | «Лучшая мужская роль второго плана — мини-сериал, телесериал или телефильм»    | And Starring Pancho Villa as Himself | Номинация |
| 2007 | Дневная премия «Эмми» | «Выдающийся исполнитель в детском, молодёжном и семейном специальных выпусках» | Life of the Party                    | Победа    |